# Люсі Белла Сімкінс (Ерл)
Люсі Белла Сімкінс (Lucy Bella Simkins) (до одруження Ерл (Earl)) (народилася 10 червня 1994 року у графстві Бедфордшир, Велика Британія) — британська викладачка англійської мови для іноземців та засновниця навчального каналу English with Lucy на YouTube з більш ніж 10 млн підписниками. Живе у графстві Кембриджшир.

## Біографія
Люсі Белла Сімкінс народилася у 1994 році у графстві Бедфордшир в Англії у сім'ї ґрунтознавця, дитинство Люсі пройшло у маленькому селі. Має молодшого брата Джорджа. У дитинстві займалася спортивною гімнастикою.
Навчалася у Вестмінстерському університеті, де вивчала маркетинг. У 2013 році поїхала на навчання до Іспанії, прожила 9 місяців у Мадриді та рік у Севільї, де опанувала іспанську мову, якою наразі вільно спілкується. У Севільї готувала студентів до екзаменів TEFL, під час чого до неї прийшла ідея створення навчального каналу на YouTube, де можна було б у розважальній формі пояснювати правила англійської граматики.
Розробивши бізнес-план та отримавши від свого батька позику у розмірі 500 фунтів, Люсі придбала камеру, триногу та запустила на YouTube свій канал English with Lucy у 2016 році. За перший рік канал отримав 100 тисяч підписників та 2,5 мільйонів переглядів. Після закінчення університету Люсі приймає рішення повністю присвятити себе каналу, і вже за два роки канал набирає 2 мільйони підписників. У 2023 році кількість підписників збільшилася до 10 мільйонів. Більшість підписників — мешканці Південної Америки, Індонезії, Індії, Іспанії, Італії та Туреччини.
У 2017 році була нагороджена за місцеві інновації у партнерстві з Cambridge English Language Assessment Cambridge English Language Assessment за розроблення навчальних рішень.
У 2018 році отримала нагороду Entrepreneurial Award від Вестмінстерського університету.
Чоловік — Вільям Сімкінс (William Simkins), фермер з Кембриджширу.
Має пса Дієго та кота Альфонсо.